# Guillermo Sáez Muñoz
Guillermo Sáez Muñoz (Haro, La Rioja, 18 de junio de 1879 - Salamanca, 4 de octubre de 1932) fue un matemático español, catedrático de Análisis Matemático de la Facultad de Ciencias de la Universidad  de Salamanca entre 1903 y 1932.

## Biografía
Nació el 18 de junio de 1879 en Haro, hijo del comerciante jarrero Guillermo Sáez González y de Manuela Muñoz García.
Estudió el bachillerato en el instituto provincial de Logroño.
En 1903 leyó su tesis doctoral en la Universidad Complutense de Madrid, Teoría elemental de las funciones elípticas e idea de sus aplicaciones. Este mismo año obtiene por oposición la cátedra de Análisis Matemático de la Facultad de Ciencias de la Universidad de Salamanca.
En el curso 1909-1910 realizó una estancia de ocho meses en la Universidad de Leipzig pensionado por la  Junta para Ampliación de Estudios e Investigaciones Científicas (JAE) trabajando en la teoría de los grupos de transformaciones y su aplicación a la de ecuaciones diferenciales y a la de transformaciones de contacto con Otto Hölder, Felix Hausdorff y Heinrich Liebmann.
Poco después de regresar de Alemania, el 23 de marzo de 1911 contrae matrimonio con Juana Colechá Armentia en Orduña, de donde procedía la familia de la novia.
A partir de esa fecha, y hasta su muerte, continúa enseñando en la Universidad de Salamanca, con un breve paréntesis durante los primeros meses del curso de 1915, cuando se traslada a la Universidad de Valencia.
En mayo de 1922 fue nombrado en el Instituto Nacional de Previsión delegado de la Inspección del Retiro Obrero obligatorio de Salamanca; después se ampliaría su acción también a Zamora.
Falleció en Salamanca el 4 de octubre de 1932.
Sus herederos donaron sus libros científicos a la Biblioteca General de la Universidad de Salamanca. 

## Reconocimientos
El 25 de enero de 1933, el Ayuntamiento salmantino tomó el acuerdo de dar el nombre del Profesor D, Guillermo Sáez a un grupo escolar y a la calle donde estaba ubicado.
Aún en 2024, esa calle, ubicada en el Barrio del Oeste de Salamanca, lleva el nombre de Profesor Sáez en su honor.
La Escuela Graduada Sáez, posteriormente se denominó Colegio Fray Luis de León; después el edificio fue derribado y construido un nuevo colegio en su lugar, el actual Juan Jaén.

## Publicaciones
- (1903). Teoría elemental de las funciones elípticas é idea de sus aplicaciones tesis doctoral / por D. Guillermo Sáez Muñoz. Madrid: Imprenta de Fortanet. OCLC (OCoLC)433117778.
- (1914). Las matemáticas aplicadas al estudio de los fenómenos económicos : discurso leído en la inauguración del curso académico de 1914 a 1915 por Guillermo Sáez Muñoz, catedrático de análisis matemático. Salamanca: Universidad de Salamanca.